# Minooa yamamotoi
Minooa yamamotoi är en fjärilsart som beskrevs av Hiroshi Yamanaka 1996. Minooa yamamotoi ingår i släktet Minooa och familjen mott. Inga underarter finns listade i Catalogue of Life.